# Abiola Wabara
Nnena Abiola Wabara (Parma, 23 ottobre 1981) è un'ex cestista italiana.

## Biografia
Nata a Parma da genitori nigeriani, crebbe nelle giovanili del Basket Parma.

### Carriera di club
Esordì in prima squadra nel Serie A1 nel campionato 1999-2000; nel 2002 si trasferì negli Stati Uniti, per frequentare la Baylor University, vincendo il titolo NCAA nel 2005 e restandovi sino al 2006.
Da allora ha giocato per 3 stagioni in Israele: prima nell'Hapoel Tel Aviv, poi nel Ramat Hasharon Electra ed infine nel Elitzur Ramla. Nel 2009 si è trasferita in Spagna all'Ibiza Puig d'en Valls, finché nel gennaio 2010 è stata ingaggiata dal Bracco Geas Sesto San Giovanni.
Vestendo la maglia GEAS, il 6 aprile 2011, durante una gara valevole per i play-off disputata a Casnate con Bernate contro Pool Comense, fu bersaglio di sputi e insulti razziali da parte di tifosi della squadra di casa; dopo la partita, non sospesa dagli arbitri, la cestista ha ricevuto la solidarietà del presidente del CONI Gianni Petrucci e dal presidente della Federazione Italiana Pallacanestro Dino Meneghin.Le successive indagini svolte dalla Procura Federale e anche dalla Digos, accertarono che gli insulti razziali erano stati proferiti da un solo spettatore (oggetto di Daspo per cinque anni) estraneo alla tifoseria della Comense. 
Nel settembre 2012 è ingaggiata dal Taranto Cras Basket.

### Nazionale
Dopo l'esordio con la Nazionale Under 20 italiana nel Campionato Europeo di categoria disputato in Slovacchia, ha debuttato nella Nazionale maggiore il 15 luglio 2010 a Cavalese.

## Statistiche

### Presenze e punti nei club
Statistiche aggiornate al 30 giugno 2014
| Stagione        | Squadra                       | Competizione | Partite | Partite | Partite | Statistiche tiro | Statistiche tiro | Statistiche tiro | Altre statistiche | Altre statistiche | Altre statistiche | Altre statistiche | Altre statistiche |
| Stagione        | Squadra                       | Competizione | Pres.   | Titol.  | Minuti  | Tiri da 2        | Tiri da 3        | Liberi           | Rimb.             | Assist            | Rubate            | Stopp.            | Punti             |
| --------------- | ----------------------------- | ------------ | ------- | ------- | ------- | ---------------- | ---------------- | ---------------- | ----------------- | ----------------- | ----------------- | ----------------- | ----------------- |
| 1999-2000       | Cerve Parma                   | Serie A1     | 5       |         | 25      | 4/8              | 1/1              | 1/3              | 9                 | 0                 | 1                 |                   | 12                |
| 2001-2002       | Risto3 Rovereto               | Serie A1     | 1       |         | 10      | 1/3              | 0/0              | 0/0              | 0                 | 0                 | 0                 |                   | 2                 |
| '09-nov. '09    | Palacio de Congresos de Ibiza | LFB          | 7       |         | 133     | 18/39            | 1/3              | 2/2              | 19                | 8                 | 9                 | 2                 | 41                |
| dic. '09-'10    | Bracco Geas S.S. Giovanni     | Serie A1     | 12      | 11      | 266     | 21/59            | 4/17             | 13/16            | 46                | 6                 | 17                | 7                 | 67                |
| 2010-2011       | Bracco Geas S.S. Giovanni     | Serie A1     | 31      | 29      | 670     | 65/167           | 13/46            | 35/54            | 96                | 13                | 44                | 13                | 204               |
| 2011-2012       | CUS Cagliari                  | Serie A1     | 29      | 29      | 811     | 85/225           | 14/54            | 42/60            | 171               | 32                | 43                | 10                | 254               |
| 2012-2013       | Goldbet Taranto               | Serie A1     | 20      | 8       | 278     | 21/54            | 0/2              | 14/25            | 51                | 10                | 21                | 5                 | 56                |
| 2013-2014       | Passalacqua Ragusa            | Serie A1     | 27      | 1       | 316     | 19/60            | 2/12             | 15/21            | 76                | 5                 | 19                | 3                 | 59                |
| Totale carriera |                               |              |         |         |         |                  |                  |                  |                   |                   |                   |                   |                   |

### Cronologia presenze e punti in Nazionale
| Cronologia completa delle presenze e dei punti in Nazionale - Italia | Cronologia completa delle presenze e dei punti in Nazionale - Italia | Cronologia completa delle presenze e dei punti in Nazionale - Italia | Cronologia completa delle presenze e dei punti in Nazionale - Italia | Cronologia completa delle presenze e dei punti in Nazionale - Italia | Cronologia completa delle presenze e dei punti in Nazionale - Italia | Cronologia completa delle presenze e dei punti in Nazionale - Italia | Cronologia completa delle presenze e dei punti in Nazionale - Italia |
| Data                                                                 | Città                                                                | In casa                                                              | Risultato                                                            | Ospiti                                                               | Competizione                                                         | Punti                                                                | Note                                                                 |
| -------------------------------------------------------------------- | -------------------------------------------------------------------- | -------------------------------------------------------------------- | -------------------------------------------------------------------- | -------------------------------------------------------------------- | -------------------------------------------------------------------- | -------------------------------------------------------------------- | -------------------------------------------------------------------- |
| 15/07/2010                                                           | Cavalese                                                             | Italia                                                               | 56 - 61                                                              | Lettonia                                                             | Torneo amichevole                                                    | 4                                                                    | [ 8 ]                                                                |
| 16/07/2010                                                           | Cavalese                                                             | Italia                                                               | 76 - 73                                                              | Germania                                                             | Torneo amichevole                                                    | 8                                                                    | [ 9 ]                                                                |
| 17/07/2010                                                           | Cavalese                                                             | Italia                                                               | 62 - 69                                                              | Turchia                                                              | Torneo amichevole                                                    | 1                                                                    | [ 10 ]                                                               |
| 28/05/2011                                                           | Taranto                                                              | Italia                                                               | 63 - 42                                                              | Svezia                                                               | Amichevole                                                           | 6                                                                    | [ 11 ]                                                               |
| 30/05/2011                                                           | Taranto                                                              | Italia                                                               | 78 - 59                                                              | Svezia                                                               | Amichevole                                                           | 7                                                                    | [ 12 ]                                                               |
| 04/06/2011                                                           | Taranto                                                              | Italia                                                               | 76 - 55                                                              | Serbia                                                               | Qual. Euro 2011 - Additional T.                                      | 5                                                                    | [ 13 ]                                                               |
| 05/06/2011                                                           | Taranto                                                              | Italia                                                               | 57 - 78                                                              | Germania                                                             | Qual. Euro 2011 - Additional T.                                      | 2                                                                    | [ 14 ]                                                               |
| 07/06/2011                                                           | Taranto                                                              | Italia                                                               | 68 - 46                                                              | Belgio                                                               | Qual. Euro 2011 - Additional T.                                      | 9                                                                    | [ 15 ]                                                               |
| 08/06/2011                                                           | Taranto                                                              | Italia                                                               | 76 - 60                                                              | Romania                                                              | Qual. Euro 2011 - Additional T.                                      | 6                                                                    | [ 16 ]                                                               |
| 14/02/2012                                                           | Parma                                                                | Italia                                                               | 54 - 68                                                              | World Stars                                                          | Amichevole                                                           | 2                                                                    | [ 17 ]                                                               |
| 25/05/2012                                                           | Pomezia                                                              | Italia                                                               | 62 - 37                                                              | Bulgaria                                                             | Torneo amichevole                                                    | 5                                                                    | [ 18 ]                                                               |
| 26/05/2012                                                           | Pomezia                                                              | Italia                                                               | 56 - 52                                                              | Paesi Bassi                                                          | Torneo amichevole                                                    | 12                                                                   | [ 19 ]                                                               |
| 27/05/2012                                                           | Pomezia                                                              | Italia                                                               | 56 - 58                                                              | Grecia                                                               | Torneo amichevole                                                    | 1                                                                    | [ 20 ]                                                               |
| 03/06/2012                                                           | Belgrado                                                             | Italia                                                               | 70 - 65                                                              | Israele                                                              | Torneo amichevole                                                    | 0                                                                    | [ 21 ]                                                               |
| 05/06/2012                                                           | Belgrado                                                             | Serbia                                                               | 88 - 61                                                              | Italia                                                               | Torneo amichevole                                                    | 12                                                                   | [ 22 ]                                                               |
| 12/06/2012                                                           | Riga                                                                 | Lettonia                                                             | 71 - 52                                                              | Italia                                                               | Qual. Euro 2013 - Gruppo E                                           | 4                                                                    | [ 23 ]                                                               |
| 20/06/2012                                                           | Frosinone                                                            | Italia                                                               | 86 - 37                                                              | Lussemburgo                                                          | Qual. Euro 2013 - Gruppo E                                           | 5                                                                    | [ 24 ]                                                               |
| 23/06/2012                                                           | Atene                                                                | Grecia                                                               | 53 - 64                                                              | Italia                                                               | Qual. Euro 2013 - Gruppo E                                           | 4                                                                    | [ 25 ]                                                               |
| 27/06/2012                                                           | Latina                                                               | Italia                                                               | 76 - 58                                                              | Finlandia                                                            | Qual. Euro 2013 - Gruppo E                                           | 8                                                                    | [ 26 ]                                                               |
| 30/06/2012                                                           | Latina                                                               | Italia                                                               | 60 - 57                                                              | Lettonia                                                             | Qual. Euro 2013 - Gruppo E                                           | 0                                                                    | [ 27 ]                                                               |
| 11/07/2012                                                           | Latina                                                               | Italia                                                               | 68 - 61                                                              | Grecia                                                               | Qual. Euro 2013 - Gruppo E                                           | 6                                                                    | [ 28 ]                                                               |
| 10/12/2012                                                           | Orvieto                                                              | Ceprini Orvieto                                                      | 61 - 67                                                              | Italia                                                               | Amichevole                                                           | 2                                                                    | [ 29 ]                                                               |
| 31-5-2013                                                            | Belgrado                                                             | Montenegro                                                           | 48 - 63                                                              | Italia                                                               | Torneo amichevole                                                    | 0                                                                    | [ 30 ]                                                               |
| 1-6-2013                                                             | Belgrado                                                             | Serbia                                                               | 53 - 73                                                              | Italia                                                               | Torneo amichevole                                                    | 0                                                                    | [ 31 ]                                                               |
| 5-6-2013                                                             | Mogilev                                                              | Ucraina                                                              | 69 - 60                                                              | Italia                                                               | Torneo amichevole                                                    | 2                                                                    | [ 32 ]                                                               |
| 6-6-2013                                                             | Mogilev                                                              | Bielorussia                                                          | 75 - 67                                                              | Italia                                                               | Torneo amichevole                                                    | 8                                                                    | [ 33 ]                                                               |
| 7-6-2013                                                             | Mogilev                                                              | Serbia                                                               | 73 - 62                                                              | Italia                                                               | Torneo amichevole                                                    | 0                                                                    | [ 34 ]                                                               |
| 16-6-2013                                                            | Vannes                                                               | Spagna                                                               | 71 - 59                                                              | Italia                                                               | EuroBasket 2013 - Prima fase Gruppo B                                | 0                                                                    | [ 35 ]                                                               |
| 20-6-2013                                                            | Lilla                                                                | Turchia                                                              | 66 - 46                                                              | Italia                                                               | EuroBasket 2013 - Seconda fase Gruppo E                              | 0                                                                    | [ 36 ]                                                               |
| 22-6-2013                                                            | Lilla                                                                | Italia                                                               | 58 - 47                                                              | Slovacchia                                                           | EuroBasket 2013 - Seconda fase Gruppo E                              | 2                                                                    | [ 37 ]                                                               |
| 24-6-2013                                                            | Lilla                                                                | Italia                                                               | 66 - 60                                                              | Montenegro                                                           | EuroBasket 2013 - Seconda fase Gruppo E                              | 0                                                                    | [ 38 ]                                                               |
| 26-6-2013                                                            | Orchies                                                              | Serbia                                                               | 85 - 79                                                              | Italia                                                               | EuroBasket 2013 - Quarti di finale                                   | 0                                                                    | [ 39 ]                                                               |
| 29-6-2013                                                            | Orchies                                                              | Svezia                                                               | 77 - 60                                                              | Italia                                                               | EuroBasket 2013 - Finale 7º-8º                                       | 4                                                                    | [ 40 ]                                                               |
| Totale                                                               |                                                                      | Presenze                                                             | 33                                                                   |                                                                      | Punti                                                                | 125                                                                  |                                                                      |

## Palmarès
- Campionessa NCAA (2005)